# Колоколов, Николай Иванович
Никола́й Ива́нович Ко́локолов (7 (19) апреля 1897, с. Выползова Слободка, Переславский уезд, Владимирская губерния, Российская империя — 26 декабря 1933, Москва, СССР) — русский и советский писатель (член группы «Перевал»), поэт, журналист.

## Биография
Родился 7 (19) апреля 1897 года в с. Выползова Слободка (Переславский уезд, Владимирская губерния, Российская империя, ныне Ярославская область, Россия) в семье священника. С отличием закончил Переславль-Залесское духовное училище, затем учился во Владимирской духовной семинарии, откуда в 1912 году был исключён вместе с Д. Н. Семеновским и ещё пятью зачинщиками за участие в забастовке. 
Поступил в Московский народный университет Шанявского, где учился вместе с Д. Н. Семеновским и Сергеем Есениным, с которым снимал общую комнату и был дружен (с ним Есенин делился планами на будущее, на литературном вечере Есенина в июне 1919 года Колоколов зачитал доклад о его творчестве непосредственно перед выступлением автора, и т.д.).
С началом Первой мировой войны был призван на фронт, ранен. Участвовал в Гражданской войне, служил в Красной армии; после демобилизации занимался журналистикой. В 1919 году переехал в Переславль-Залесский, где на сцене местного гарнизонного театра в том же году были поставлены пьесы его авторства: «Товарищ Виктор», «Не грех», «Без точки зрения» и «Безпоповец».
В начале 1920-х годов переехал в Иваново-Вознесенск, где в 1921-1929 годах работал в местной газете «Рабочий край», и прославился очерками и фельетонами.
Последние годы жил в Москве, работал по приглашению М. Горького в журнале «Наши достижения». Умер 26 декабря 1933 года. В некрологе в «Литературной газете» он был назван «настоящим честным писателем».

## Творчество
Дебютное стихотворение опубликовал в 1912 году в еженедельной газете «Владимирский листок» (№ 66) под псевдонимом (ученикам духовной семинарии не полагалось печататься в светских изданиях).
В романе «Мёд и кровь» изображает небольшой провинциальный городок, размеренное идиллическое существование которого нарушает революция: «мёд» этого существования противопоставлен пролитой в революционной борьбе «крови». «Наивная идеализация мещанского существования городских обывателей и подход к коммунисту как к фанатику, страдающему от необходимости проливать кровь», по мнению одного из авторов «Литературной энциклопедии», «придают роману отвлеченно „гуманистическую“ окраску, характерную для всего творчества „перевальцев“».
В сборнике рассказов «Шкура ласковая» (1929) описал трагические судьбы угнетаемых женщин из народа, жертв злобы и невежества.
Этюды Колоколова из сборника «Перевала» «Ровесники» мрачны и пессимистичны, «оскорбительная простота» жизни вызывает в авторе желание «вообразить существо высшее и более свободное, чем человек».
В 1920 году опубликовал сборник «Стихотворения», в котором воспевал Октябрьскую революцию, в 1923 году — сборник стихов «Земля и тепло». Автор рассказов о крестьянских детях («Радужный поясок», 1923; «Дегтярный дух», 1924; «Чудо-рыба», 1928, и др.).